# 蘇什基 (赫梅利尼茨基州)
49°37′45″N 27°5′44″E / 49.62917°N 27.09556°E
參數所指定的目標頁面不存在，建議更正成存在頁面或直接建立下列一個頁面（建立前請先搜尋是否有合適的存在頁面可以取代）：
- 蘇什基

蘇什基（烏克蘭語：Сушки）是位於烏克蘭赫梅利尼茨基州赫梅利尼茨基區什奇博里夫卡市鎮 西部的村莊。該村面積0.46平方公里，海拔高度362米，2001年人口93，人口密度每平方公里202.6人。